# Encarta
Encarta là bộ bách khoa toàn thư số hóa đa phương tiện của hãng phần mềm lớn nhất thế giới, Microsoft. Encarta được cập nhật và phát hành đều đặn hằng năm, được viết bởi nhiều chuyên gia nổi tiếng về chuyên ngành của họ, do vậy mà bài viết trong Encarta rất có chất lượng. Ấn bản Encarta Premium hiện nay có hơn 68.000 mục từ với rất nhiều hình ảnh và các đoạn video. Encarta được phát hành trên CD, DVD và Web online.
Microsoft xuất bản bách khoa toàn thư dưới nhãn hiệu Encarta với nhiều ngôn ngữ khác nhau bao gồm tiếng Anh, tiếng Đức, tiếng Pháp, tiếng Tây Ban Nha, tiếng Hà Lan, tiếng Ý và tiếng Nhật. Những phiên bản địa phương hóa có thể chứa đựng nội dung được duyệt và những nguồn quốc gia sẵn có nên có thể nhiều hoặc ít hơn nội dung so với phiên bản tiếng Anh.

## Lịch sử
Theo bộ bách khoa toàn thư đa phương tiện đầu tiên, Microsoft đề xuất Encarta bằng việc mua quyền sử dụng bộ bách khoa toàn thư Funk & Wagwalls, hợp nhất nó vào phiên bản đầu tiên vào năm 1993. (Funk & Wagwalls vẫn tiếp tục xuất bản phiên bản đã sửa đổi vài năm sau đó độc lập với Encarta, nhưng sau đó đã ngừng xuất bản vào cuối những năm 90). Trước đó Microsoft đã có ý định mua lại bộ bách khoa toàn thư Britannica vào những năm 1980, nhưng Britannica, tin rằng phiên bản in truyền thống của họ còn có thể trụ vững được, đã từ chối. Bộ bách khoa toàn thư Britannica, tiêu chuẩn vàng của những bộ bách khoa toàn thư trong hơn một thế kỷ, đã phải bán công ty với giá thấp hơn giá trị thực vào năm 1996 khi phiên bản in truyền thống của họ không cạnh tranh được với Encarta và khi kênh phân phối của Microsoft cung cấp những bản copy miễn phí kèm theo những hệ thống máy tính mới. Trong suốt những năm 1990, Encarta được khen ngợi bởi những nội dùng đa phương tiện của nó, ví dụ vào năm 1995, chỉ có 80% dữ liệu chứa trên CD là văn bản, trong khi đó những bộ bách khoa điện tử khác cùng thời không chứa nhiều ảnh, phim hay âm thanh.
Vào cuối những năm 90, Microsoft đã mua Collier's Encyclopedia và New Merit Scholar's Encyclopedia của nhà xuất bản Macmilan và hợp nhất nó với Encarta. Vì vậy có thể coi phiên bản Encarta hiện nay của Microsoft là người nối nghiệp của bộ bách khoa Funk and Wagwalls, Collier và New Merit Scholar. Năm 1997, Encarta đã có 30.000 mục từ, nhiều hơn 20% so với phiên bản trước đó. Vào năm 1999, nó đã có khoảng 42.000 mục từ.
Microsoft đã phát hành một vài phiên bản địa phương của Encarta, nhưng một vài trong số chúng không còn tiếp tục phát triển. Ví dụ phiên bản tiếng Brazil đã được phát hành vào năm 1999 nhưng đã ngừng phát triển vào năm 2002. Phiên bản tiếng Tây Ban Nha ít hơn phiên bản tiếng Anh một chút, có khoảng 42.000 mục từ.
Vào tháng 7 năm 2006, Websters Multimedia đã tiếp quản Encarta.
Vào tháng 6 năm 2009, Microsoft đã thông báo rằng sẽ dừng việc bán phiên bản cuối cùng của bộ từ điển Encarta, Encarta Premium 2009. Những người đã mua Encarta Premium 2009 sẽ vẫn được hỗ trợ cho đến hết ngày 10 tháng 1 năm 2012.

## Nội dung
Phiên bản chuẩn của Encarta có xấp xỉ 50.000 mục từ, cùng với ảnh, video và âm thanh. Phiên bản premium có xấp xỉ 68.000 mục từ và nhiều nội dung đa phương tiện khác, gồm 25.000 bức ảnh và tranh minh họa, trên 300 đoạn video và ảnh động, và những altas tương tác với 1,8 triệu địa danh. Mỗi bài viết của Encarta được tích hợp với những nội dung đa phương tiện và có thể bao gồm cả những đường dẫn tới những website được chọn bởi người chỉnh sửa nó. 